# ぱんじゅう

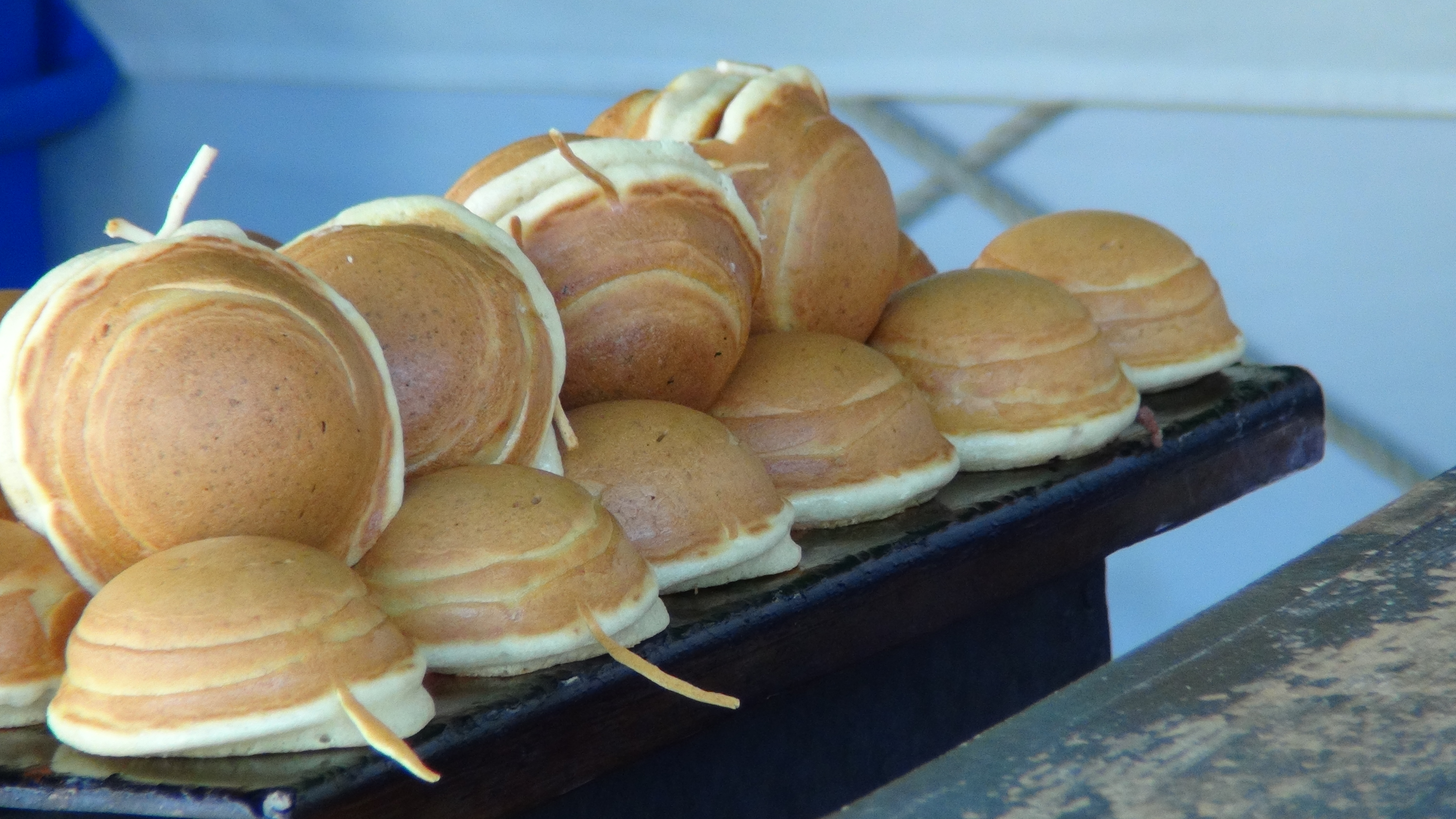
元祖 岡田屋パンヂュウ（栃木県足利市）

ぱんじゅう・ぱんぢゅう・ばんじゅうは、今川焼き（大判焼き、回転焼き、おやき）から派生した焼き菓子、郷土菓子。
三重県伊勢市・北海道小樽市・栃木県足利市・富山県滑川市の銘菓、土産菓子として全国的に認知される。
たこ焼きより大き目な半球状の窪みが施工された鉄板で作製され、その窪みに生地を流し込み、具材となる餡をいれ、焼き上げるがたこ焼きのように串で返さないのが特徴。
出来上がりの形状は、半球型、釣鐘型に成型される。

## 発祥由来
発祥地については、諸説あるが、最も有力なのが、創業1901年で最も古い、伊勢市「七越ぱんじゅう」説である。
元々は、戦前に東京で全国に支店を構え営業していたが、戦後の混乱期以後、本店は、伊勢市に移転した経緯がある。
名称の由来は、まんじゅうは蒸すがパンのように焼いたまんじゅうという事で『ぱんじゅう』と言われたという説と、パンと饅頭を合わせたものによるという説がある。

## 特徴

### 北海道

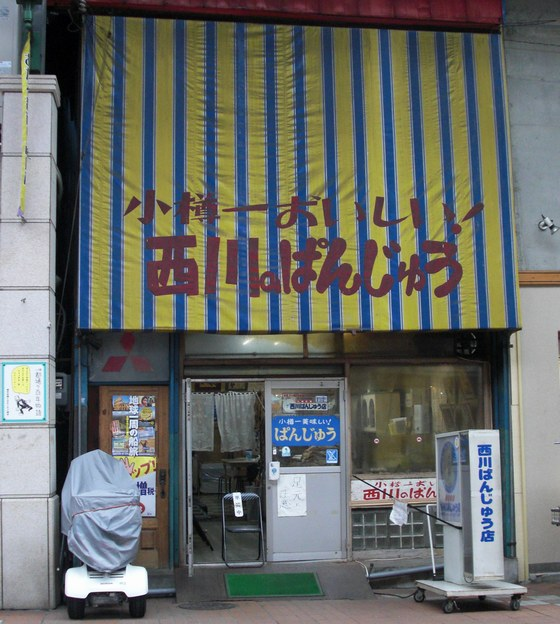
西川ぱんじゅう（小樽市）

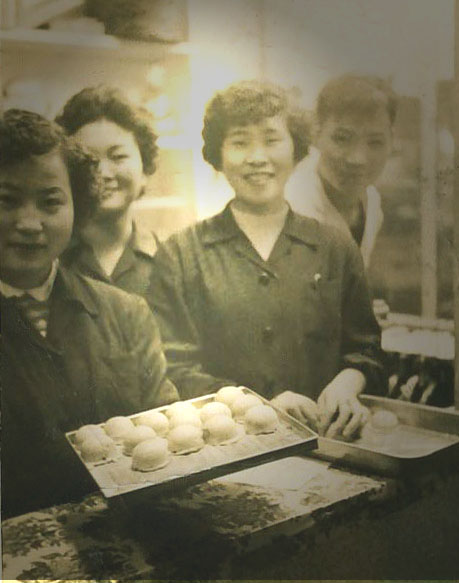
昭和30年頃　正福屋(小樽市)提供。後方男性が小樽でかつて営業していた「田中のぱんじゅう」店主の田中恒三

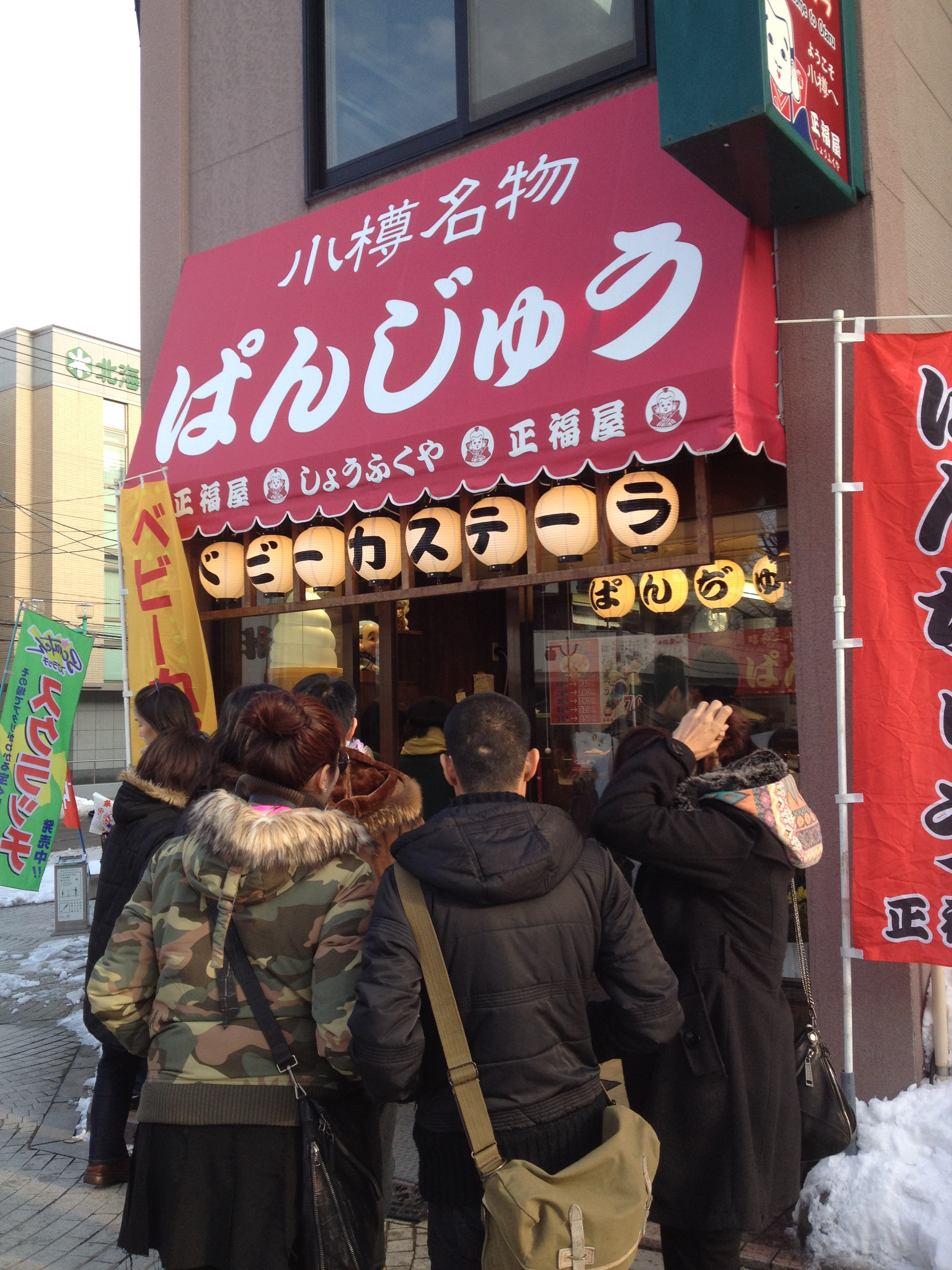
正福屋 小樽本店

- 小樽市 - 北海道の発祥の地であり、昔から半球状で焼成された。『 田中のぱんじゅう（甘党一番）』・『たけや』・『がんじろう』という有名店があったが全て廃業している。
  - 西川ぱんぢゅう（創業：1965年）- 半球状。生地が薄く、カリカリに焼き上げられるのが特徴。
  - 桑田屋ぱんじゅう[1] - たこ焼きの鉄板と同様なもので作製され、出来上がりは、釣鐘状。生地が薄く、カリカリに焼き上げられるのが特徴。
  - 正福屋ぱんじゅう[2]（前身：1945年 旧十八番） - 1945年に小樽の田中のぱんじゅうより味を伝授された十八番の跡地にベビーカステラ専門店として創業後十八番のレシピを受け継ぎぱんじゅう屋に転身。2014年春に札幌（狸小路）から小樽の田中のぱんじゅう跡地(稲穂2丁目）に移転[3]。昔ながらの半球状で焼き上げられ、もちもちの食感が特徴。
- 札幌市
  - 東区 もいわぱんじゅう（創業：1985年） - 半球状。
- 夕張市
  - 小倉屋（創業：1950年[4]） - 夕張名物として販売される。半球状。

### 三重県伊勢市

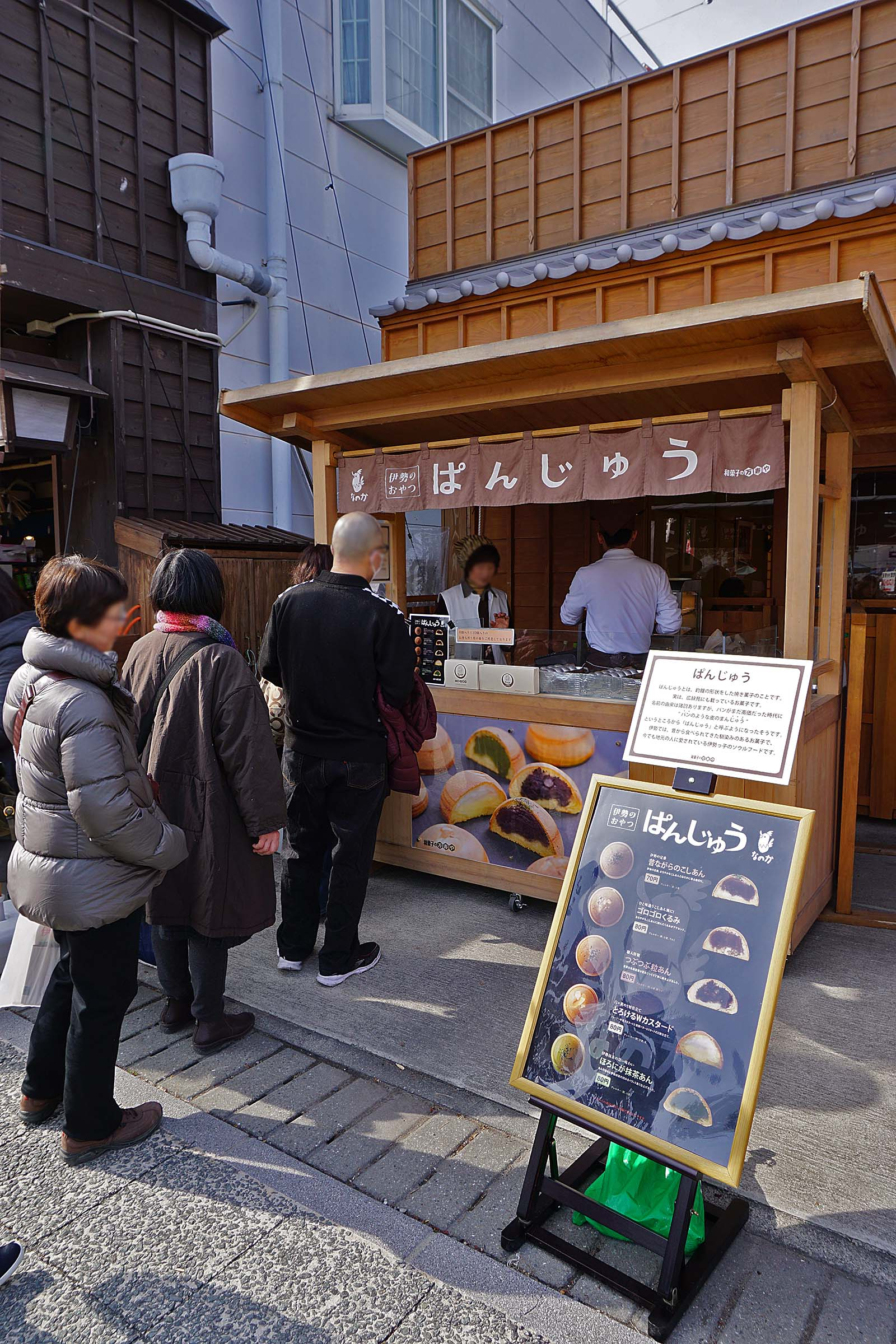
ぱんじゅう（伊勢市）

半球状で生地がやや厚く、焼き上げられるのが特徴。七越以外の店舗はすべて七越廃業後に創業。
- 七越ぱんじゅう（創業：1901年、廃業：2000年）- 三重県の元祖店とされる。中身はこしあん。つぶあんでひと回り大きい個数限定の「まんぷくまん」もあった。
- 三ツ橋ぱんじゅう[5]
- 小倉ぱんじゅう[6]
- はじめ屋
- 蜂蜜ぱんじゅう 松や

### 東京都調布市
たい焼き慎之介（創業:2022年）-北海道小樽市『原田商店』（創業:1959年、現在は廃業）の製法を受け継ぐ。創業者の孫が製造販売。昔ながらの半球状で中身は自家製の粒餡のみ。ふんわりしっとりとした食感が特徴。卵・乳製品は不使用である。

### 栃木県足利市
- 元祖 岡田屋パンヂュウ（創業：大正時代） - 栃木県の元祖店とされる。